# Europas sjuke man
Europas sjuke man syftar på ett europeiskt land i kronisk stagnation. Uttrycket användes först om det Osmanska riket från mitten av 1800-talet och fram till dess kollaps i samband med första världskriget, ett tillstånd av osäkerhet men också av möjligheter till erövringar som ofta benämndes "den orientaliska frågan".
Från slutet av 1950-talet till början av 1980-talet förekom det att Storbritannien kallades Europas sjuke man, med anledning av landets utdragna ekonomiska problem. Därefter användes termen ibland för Republiken Irland, innan den "keltiska tigern" började växa, samt för Portugal. Under 1990-talet förekom det att termen användes för länder som Ryssland och Tyskland.
I början av 2000-talet har Italiens stagnation lett till att landet ofta omnämns som Europas nye sjuke man.